# Gymnocarena fusca
Gymnocarena fusca är en tvåvingeart som beskrevs av Allen L.Norrbom 1992. Gymnocarena fusca ingår i släktet Gymnocarena och familjen borrflugor. Inga underarter finns listade i Catalogue of Life.